# Fred van Beek
Fred van Beek (Utrecht, 7 maart 1930 – Amsterdam, 18 juni 2023) was een van de bekendste hatha yogaleraren van Nederland. Hij verwierf verder bekendheid als masseur en adem- en ontspanningstherapeut en was beoefenaar van de tantrische yoga.

## Yoga- en ademhalingstherapie
Fred van Beek leerde yoga van Chamda Shada in Parijs en volgde later nog lessen van Krishnamurti Sinds 1965 leidt hij yoga- en ontspanningsdocenten op. Veel bekende Nederlanders behoren tot zijn cliënten, waaronder Jan des Bouvrie, Jos Brink en Herman Heinsbroek, maar ook managers van grote ondernemingen.
Van Beek was van 1971 tot 1996 masseur voor Het Nationale Ballet. In 1979 richtte hij het Genootschap voor Reflexologie op en in hetzelfde jaar verzorgde hij bij de NOS het dagelijks radioprogramma "Even op adem komen met Fred van Beek". Sinds 1984 verkocht hij meer dan 60.000 thuiscassettes, verdeeld over 11 titels en in 2002 bracht hij 17 thematische yoga-cd's uit die werden vertaald naar het Engels, Frans, Duits, Spaans en Italiaans.
Een belangrijk onderdeel in zijn lessen was de pranayama (yoga-ademhaling). Van Beek was voorstander van het niet onderdrukken van de gaap, maar deze juist op te roepen. Dit deed hij door het puntje van de tong te krullen en naar de achterkant van het gehemelte te brengen en daarbij door de neus te ademen. Een andere veel door hem gebruikte stressbreker was de vuurademhaling uit de Kundalini yogakriya’s, waarbij de buik naar binnen wordt geperst tijdens snelle uitademingen. Van Beek noemde dit ook wel de blaasbalg- of vuurademhaling, ook wel bhastrika genoemd.
Volgens Van Beek was "ademhaling de brug tussen lichaam en geest en is ademen veel belangrijker dan de meeste mensen denken. Door goed te ademen kunnen lichamelijke klachten oplossen en de stemming veranderen. Haal je niet goed adem, dan blijven emoties en stress vastzitten".

## Beginjaren
Begin jaren 50 van de 20e eeuw had Van Beek een relatie met een rijke, oudere vrouw, die tragisch afliep toen zij overleed. Hij belandde in een psychiatrisch ziekenhuis, waar hij een relatie kreeg met een jongen van 18 jaar met de naam Adje. Dat was in die tijd verboden en daarom kreeg hij vanwege ontucht met een minderjarige een gevangenisstraf van 10 maanden. Hierna vertrok hij naar Parijs, waar hij allerlei spirituele ervaringen opdeed en yoga leerde. Hij keerde terug naar Amsterdam en experimenteerde met esoterie met Ramses Shaffy, Joop Admiraal en andere artiesten. Na een korte zijstap in de spionage en contraspionage in de DDR, kwam hij in rustiger vaarwater door de ontmoeting met "de vrouw van zijn leven" Margret, met wie hij vier kinderen kreeg. Paradoxaal verliet zij hem in de jaren 90, omdat ze verliefd werd op een vrouw.

## Club van 100
In 1986 richtte Fred van Beek de Club van 100 op voor mensen van tussen de 36 en 64 jaar (samen 100) die vastbesloten zijn de leeftijd van honderd te halen. In een interview in 1986 zei hij dat hij zelf beoogde 120 jaar oud te worden.